# 褚亮
褚 亮（ちょ りょう、560年 - 647年）は、中国の唐の文学者・政治家。字は希明。杭州銭唐県の出身。本貫は河南郡陽翟県。秦王府十八学士のひとりに挙げられた。

## 経歴
陳の秘書監褚玠の子として生まれた。褚亮は若くして群書に広く通じ、文章をよくした。18歳のとき、陳の僕射の徐陵に面会して語り合い、徐陵にその才能を見出された。陳の後主に召されて、詩を賦し、その巧みさを賞賛された。尚書殿中侍郎に累進した。隋に入って、東宮学士となり、大業年間に太常博士に転じた。隋の煬帝にその才能をねたまれ、楊玄感と友好的であったとして、西海郡司戸に左遷された。
大業13年（617年）、薛挙が自立すると、その下で黄門侍郎をつとめた。武徳元年（618年）、薛挙の子の薛仁杲が唐に滅ぼされると、褚亮は唐に降って秦王李世民に仕え、鎧曹参軍となり、秦王府の文学館学士に任ぜられた。李世民が征戦に出るたびに、褚亮は軍中にあって、謀略面の助言にあたった。貞観元年（627年）、弘文館学士となった。
貞観9年（635年）、散騎常侍に任ぜられ、陽翟県男に封ぜられた。貞観16年（642年）、爵位は侯に進み、食邑七百戸を受けた。貞観21年（647年）、88歳で世を去り、太常卿の位を追贈され、昭陵に陪葬された。諡を康といった。
子に褚遂賢・褚遂良がいた。

## 伝記資料
- 『旧唐書』巻72 列伝第22「褚亮伝」
- 『新唐書』巻102 列伝第27「褚亮伝」